# Park Narodowy „Ugra”
Park Narodowy „Ugra”, (ros. Национальный парк «Угра») – park narodowy w zachodniej części Rosji, w obwodzie kałuskim, w dolinach rzek Ugry, Żyzdry, Wyssy i Oki. Park Narodowy „Ugra” został utworzony w 1997 roku zgodnie z uchwałą rządu Federacji Rosyjskiej nr 148 z dn. 10.02. 1997 roku. Od roku 2002 jest rezerwatem biosfery UNESCO.
Park narodowy jest położony w 6 rejonach obwodu kałuskiego: juchnowskim, iznoskowskim, dzierżyńskim, pieriemyszlskim, babynińskim i kozielskim. 
Całkowita powierzchnia parku to 98 623 ha (z tego 43 922 ha – ziemie funduszu leśnego, 1326 ha – w posiadaniu funduszu wodnego, 53 375 – ziemie nie przejęte). 
Park składa się z 3 podstawowych obszarów: Ugorskiego (64 184 ha), Worotyńskiego (3171 ha) i Żyzdryńskiego (31 268 ha) oraz z 3 oddzielnych działek. Strefa ochronna wokół parku zajmuje 46 109 ha. 
Obszar parku od dawna jest regionem turystycznym. Dużą popularnością cieszą się szlaki wodne na Ugrze, Żyzdrze i Oce.